# Foggia
Foggia är en stad och huvudort i provinsen Foggia i regionen Apulien i Italien. Foggia gränsar till kommunerna Ascoli Satriano, Carapelle, Castelluccio dei Sauri, Lucera, Manfredonia, Ordona, Orta Nova, Rignano Garganico, San Severo, San Marco in Lamis och Troia.
Författaren och konstnären Caterina Davinio är född i Foggia.